# Nils Stefansson
Nils Axel Stefansson, född 16 mars 1957 i Timrå församling i Västernorrlands län, är en svensk jägmästare och före detta bobsleighåkare. Han är son till Eric Stefansson.
Stefansson, som växte upp i Söderhamn, tävlade för Djurgårdens IF och deltog som bobsleighåkare i Olympiska vinterspelen 1984 i Sarajevo. Han är även utbildad jägmästare och har bland annat varit avdelningschef på Statens fastighetsverk. Han driver sedan 2003 konsultföretaget N.A. Stefansson AB i Söderhamn. 
Stefansson, som tidigare varit ordförande i Solna Friidrott och ledamot av  huvudstyrelsen i Solna IF samt varit ordförande i Söderhamns IF under fem år, är sedan 2014 ordförande i Broberg/Söderhamn Bandy. Han är känd för sitt engagemang i HBTQ-frågor och efter hans tillträde som ordförande i bandyföreningen inleddes ett samarbete mellan denna och RFSL Hälsingland. Broberg/Söderhamn Bandy blev därigenom den första föreningen i elitbandyn som tog ställning i HBTQ-frågor.